# 부속고등학교
부속고등학교(附屬高等學校) 또는 부설고등학교(附設高等學校)는 독립적으로 세운 고등학교가 아니라, 어떤 기관, 특히 대학교에서 부가적으로 설립한 고등학교를 말한다. 단설고등학교와 대비되는 용어로, 용인한국외국어대학교 부설고등학교와 전주대학교 사범대학 부설고등학교를 제외하면 사립대학교에서 세운 고등학교는 '부속'을, 국립대학교에서 세운 고등학교는 '부설'을 붙인다. 대한민국 최초의 부설형 고등학교는 서울대학교 사범대학 부설고등학교이며, 최초의 사대부고이기도 하다. 조선대학교 여자고등학교의 경우 '부속' 혹은 '부설'을 붙이지 않았지만, 조선대학교에서 설립하였으므로 부설형 학교로 분류된다.

## 목록

### 부속고등학교
- 건국대학교 사범대학 부속고등학교
- 고려대학교 사범대학 부속고등학교
- 단국대학교 사범대학 부속고등학교
- 대구가톨릭대학교 사범대학 부속 무학고등학교
- 동국대학교 사범대학 부속고등학교
- 동국대학교 사범대학 부속여자고등학교
- 동국대학교 사범대학 부속 금산고등학교
- 동국대학교 사범대학 부속 영석고등학교
- 상명대학교 사범대학 부속여자고등학교
- 이화여자대학교 사범대학 부속 이화·금란고등학교
- 인하대학교 사범대학 부속고등학교
- 조선대학교 부속고등학교
- 조선대학교 여자고등학교
- 중앙대학교 사범대학 부속고등학교
- 한양대학교 사범대학 부속고등학교
- 홍익대학교 사범대학 부속고등학교
- 홍익대학교 사범대학 부속여자고등학교

### 부설고등학교
- 강원대학교 사범대학 부설고등학교
- 경북대학교 사범대학 부설고등학교
- 경상국립대학교 사범대학 부설고등학교
- 공주대학교 사범대학 부설고등학교
- 부산대학교 사범대학 부설고등학교
- 서울대학교 사범대학 부설고등학교
- 용인한국외국어대학교 부설고등학교
- 전남대학교 사범대학 부설고등학교
- 전북대학교 사범대학 부설고등학교
- 전주대학교 사범대학 부설고등학교
- 제주대학교 사범대학 부설고등학교
- 충북대학교 사범대학 부설고등학교
- 한국과학기술원 부설 한국과학영재학교
- 한국교원대학교 부설고등학교

## 같이 보기
- 제목에 "부속고등학교" 항목을 포함한 모든 문서